# Baguer-Morvan
Baguer-Morvan (bret. Bagar-Morvan) – miejscowość i gmina we Francji, w regionie Bretania, w departamencie Ille-et-Vilaine.
Według danych na rok 1990 gminę zamieszkiwało 1306 osób, a gęstość zaludnienia wynosiła 57 osób/km² (wśród 1269 gmin Bretanii Baguer-Morvan plasuje się na 475. miejscu pod względem liczby ludności, natomiast pod względem powierzchni na miejscu 427.).